# Haritalodes mineti
Haritalodes mineti is een vlinder uit de familie grasmotten (Crambidae). De wetenschappelijke naam van deze soort is voor het eerst gepubliceerd in 2005 door Patrice Leraut. Leraut baseerde de beschrijving van deze soort op een vondst van Paul Griveaud die hij tussen 11 en 13 maart 1956 deed in het Zombitsy Forest, 12 kilometer ten noordoosten van Sakaraha.
De soort komt voor in Madagaskar.